# حمام بند قراء
حمام بند قراء؛ نام حمامی تاریخی مربوط به دوره قاجار است و در شهرستان کوهسرخ، روستای بند قراء واقع شده است. این اثر در تاریخ ۲۲ مرداد ۱۳۸۴ با شمارهٔ ثبت ۱۳۱۸۳ به‌عنوان یکی از آثار ملی ایران به ثبت رسیده است.

## نگارخانه

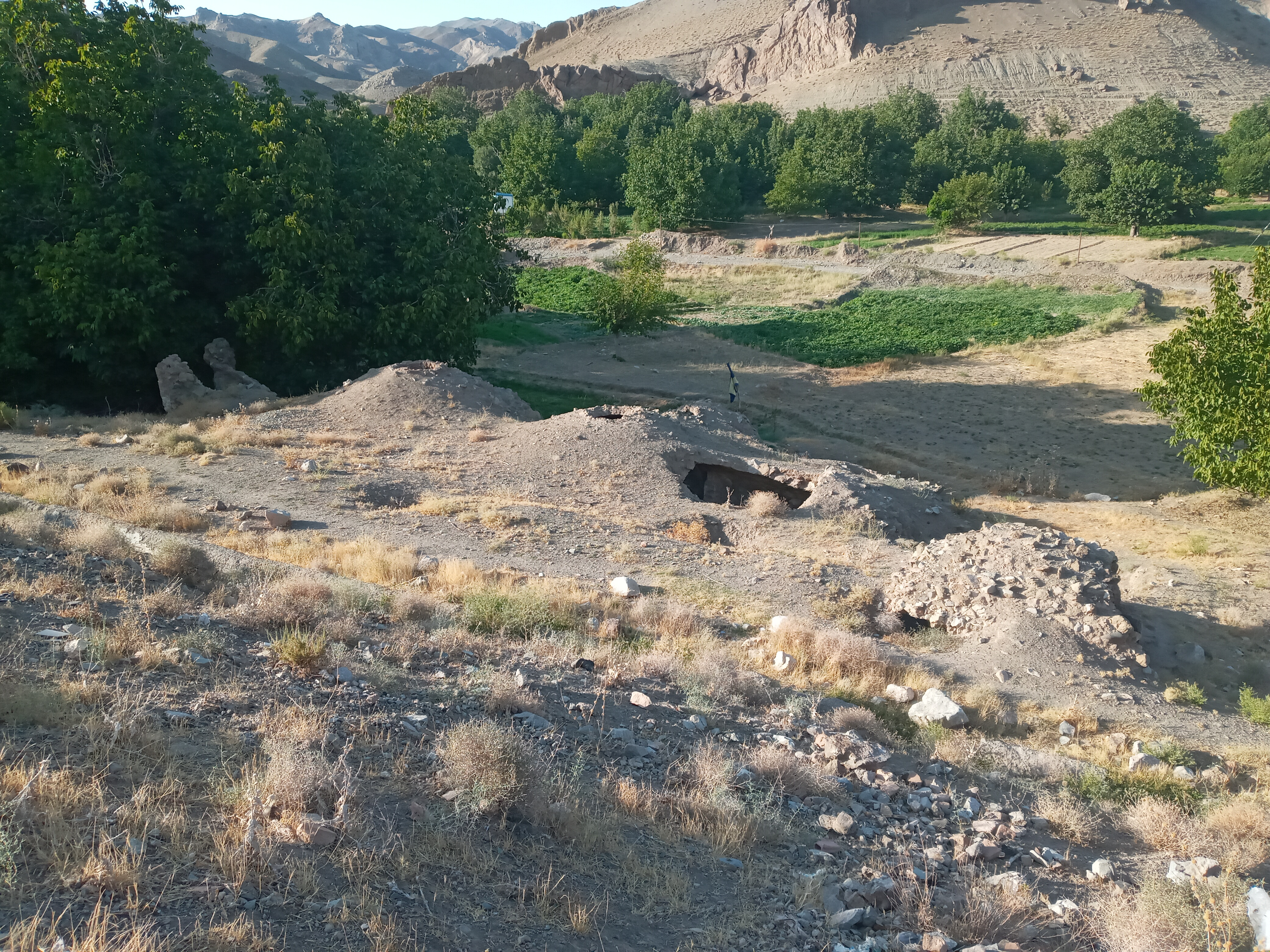
نمایی از حمام بند قراء
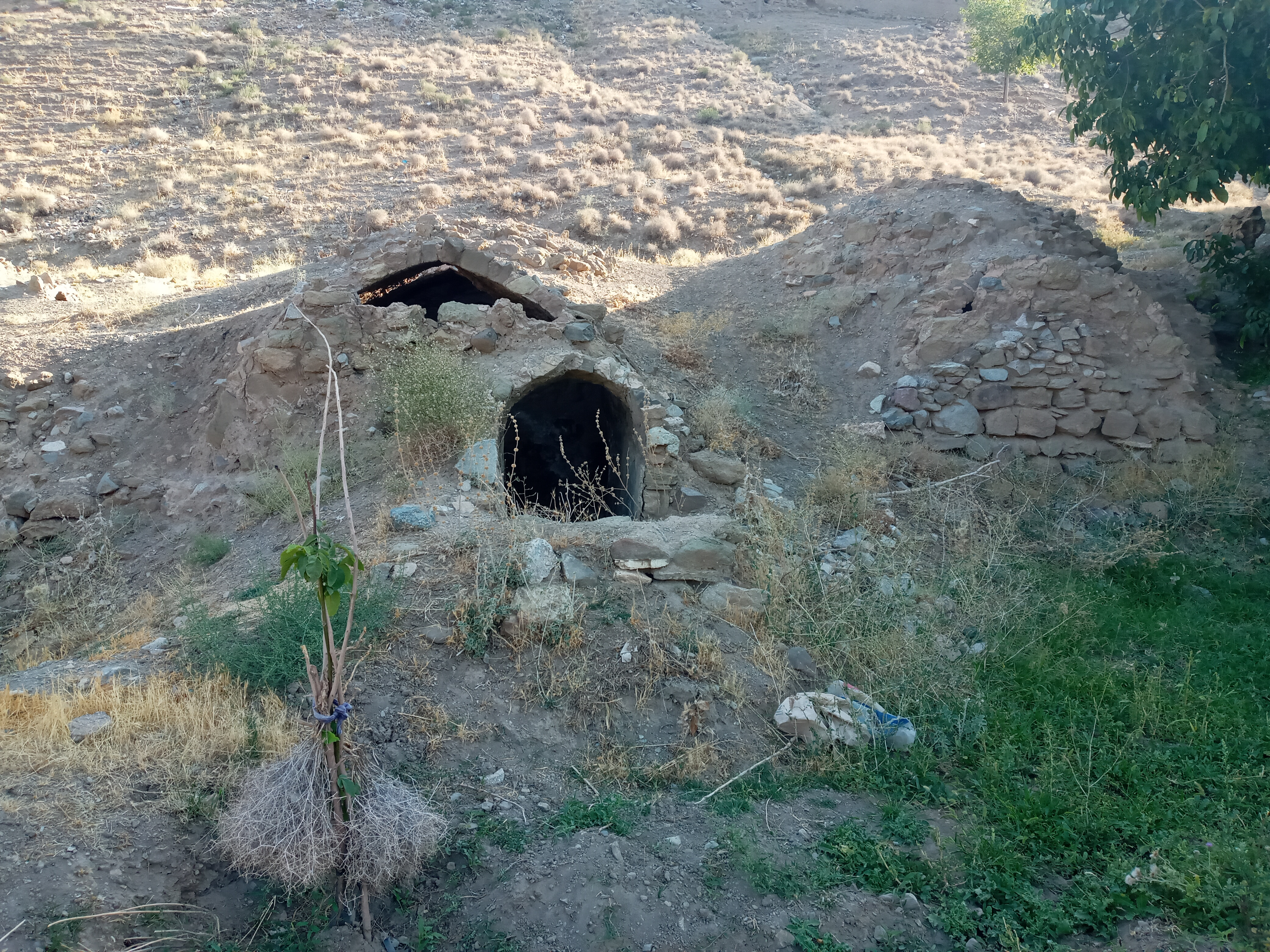
نمایی از حمام بند قراء
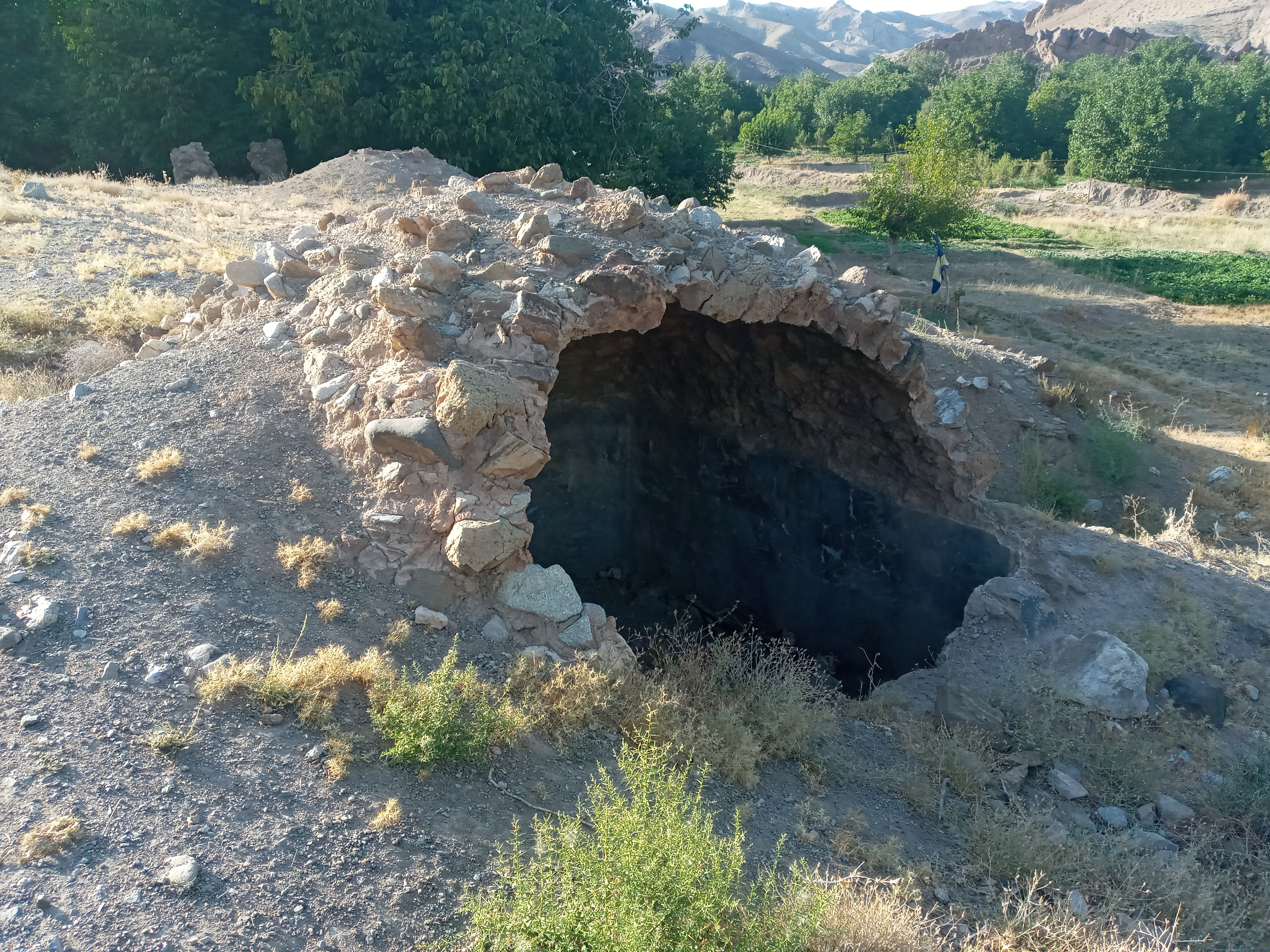
نمایی از حمام بند قراء
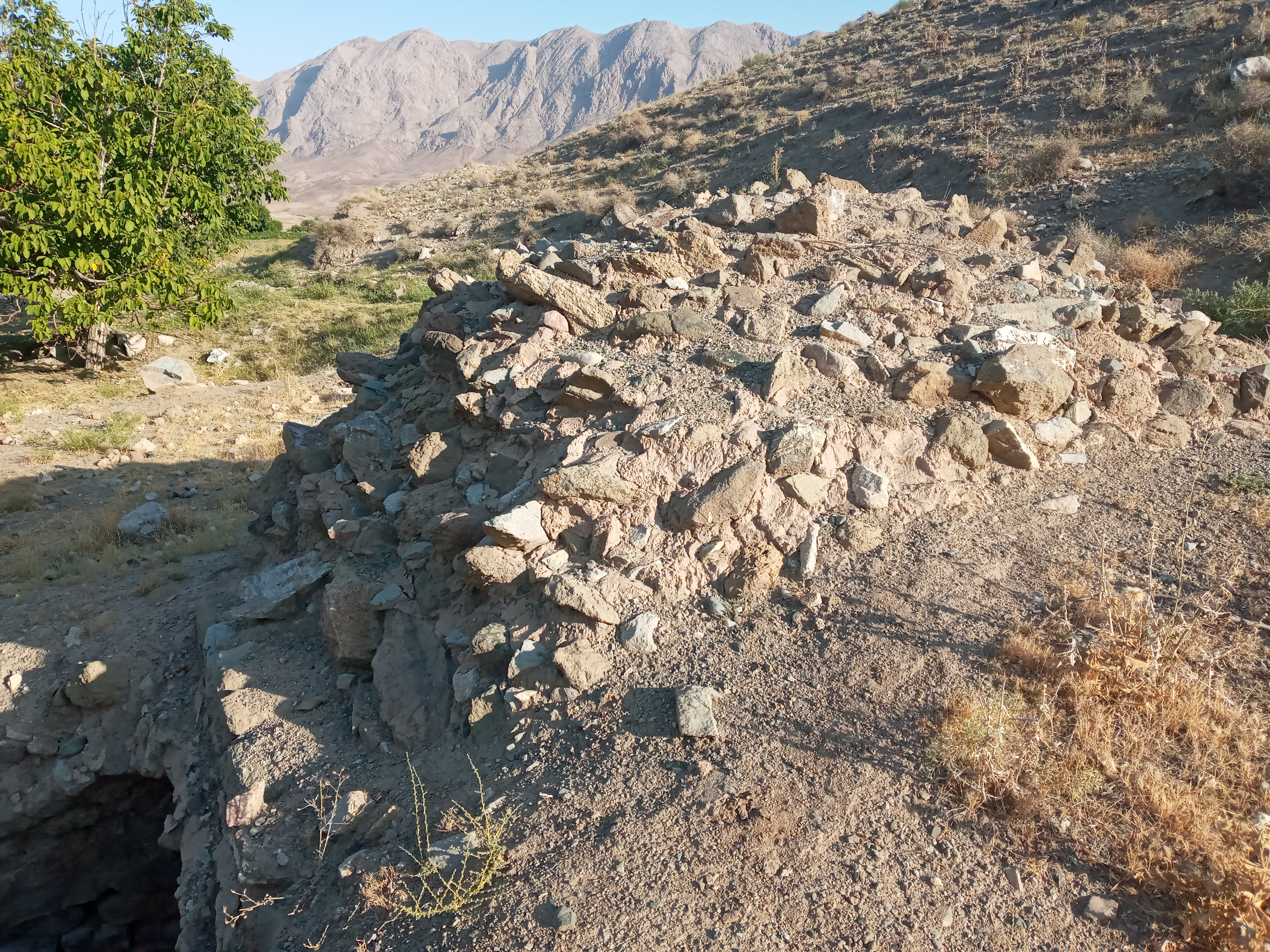
نمایی از حمام بند قراء
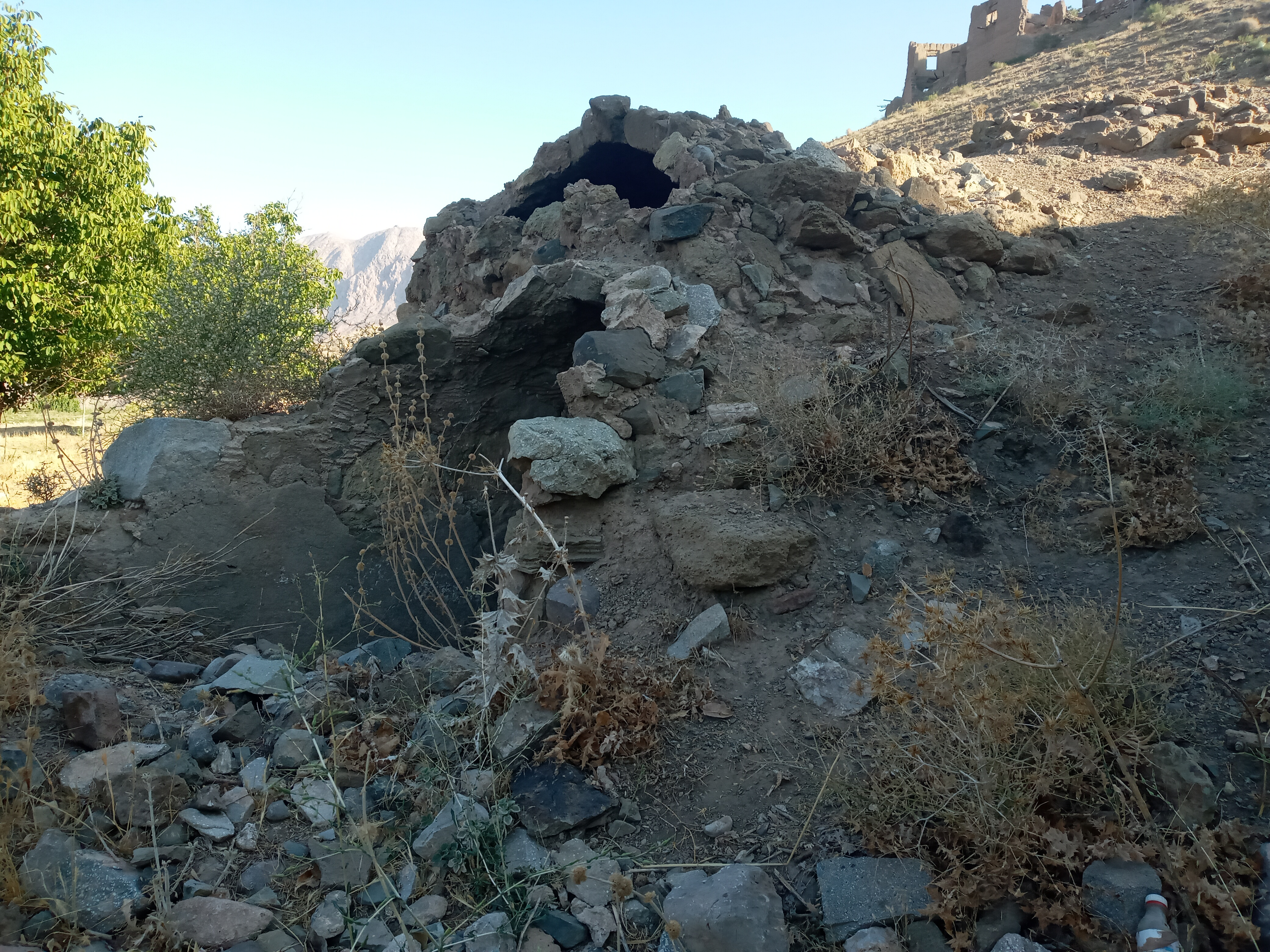
نمایی از حمام بند قراء
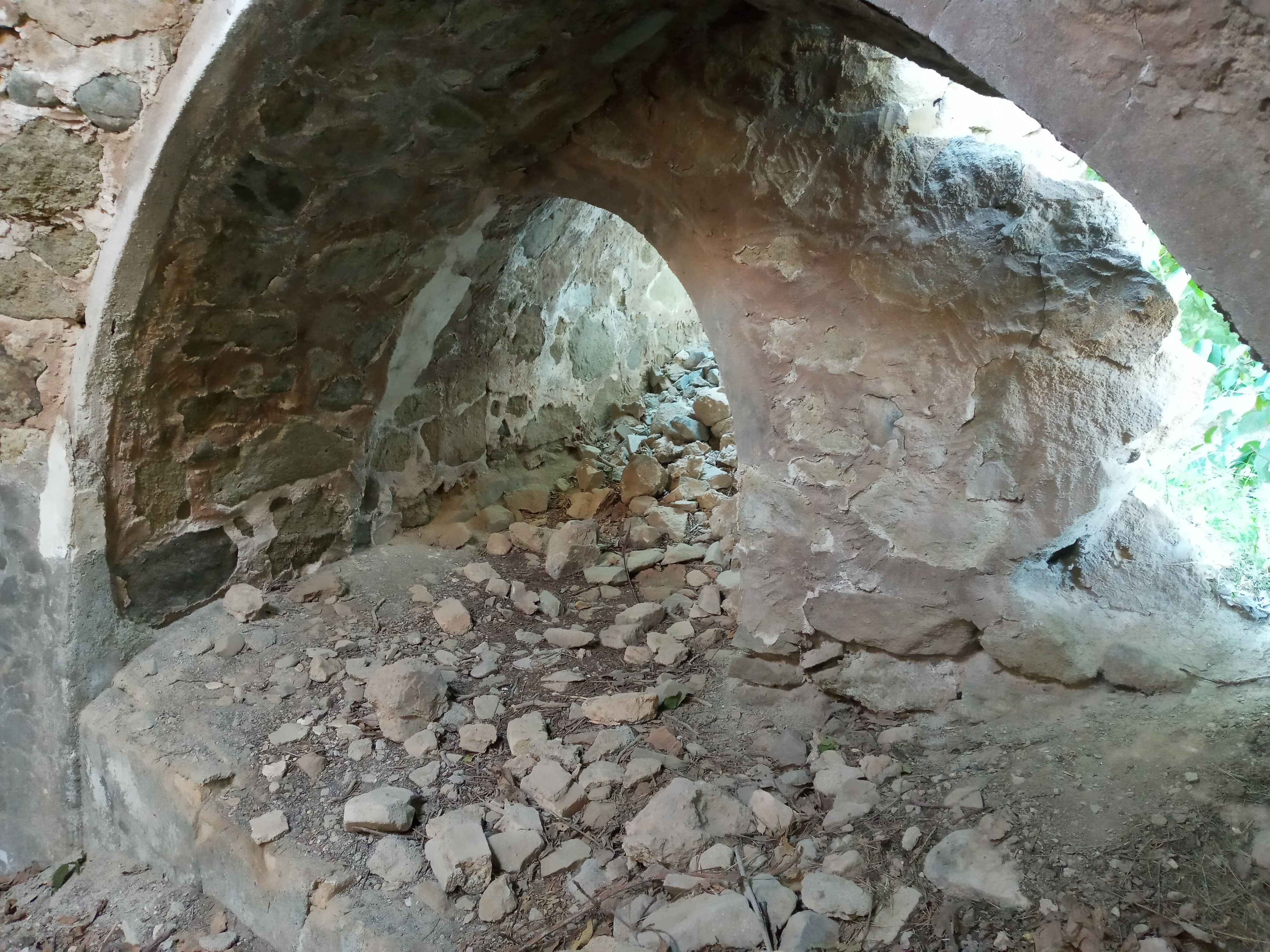
نمایی از حمام بند قراء
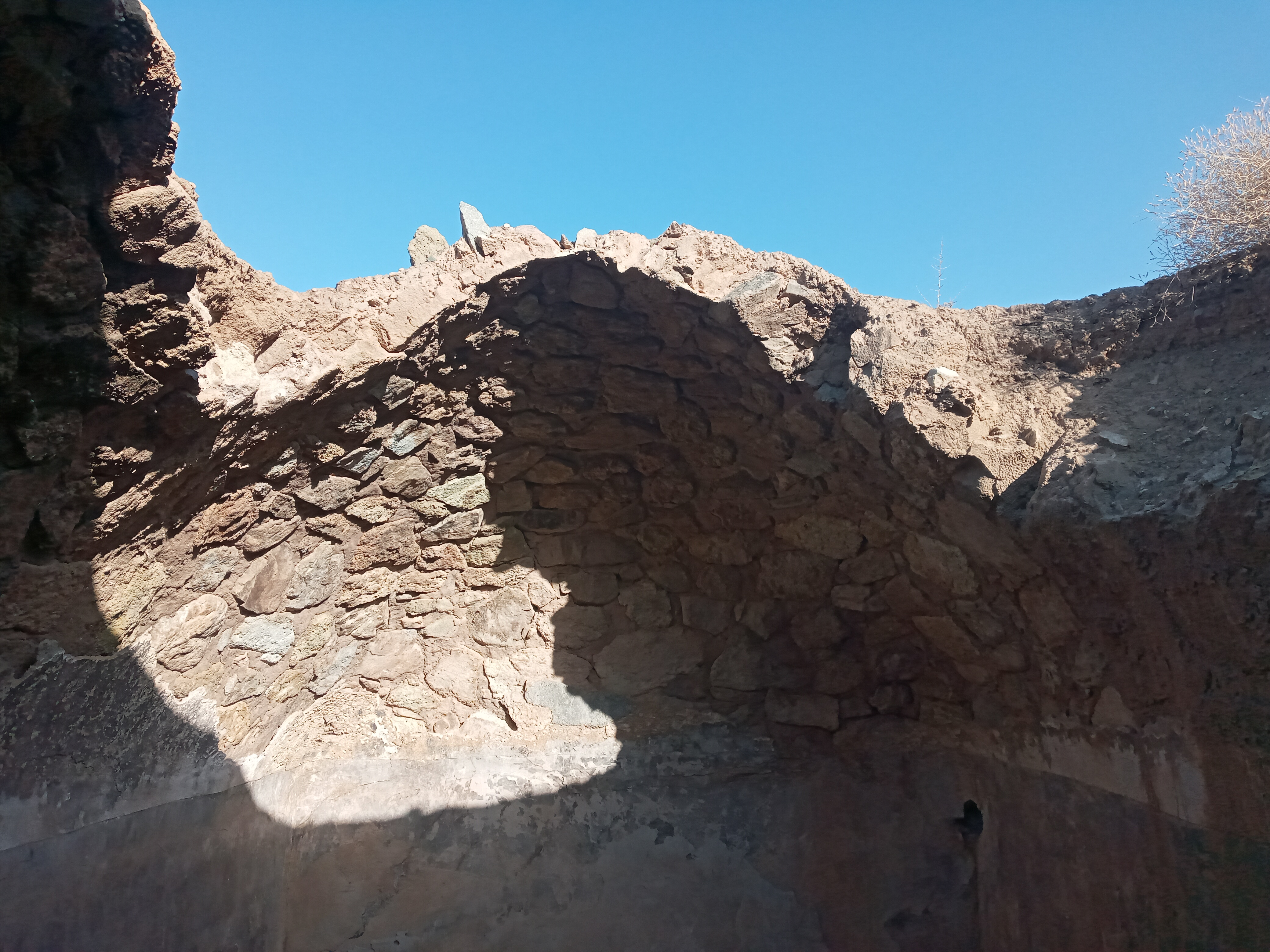
نمایی از حمام بند قراء
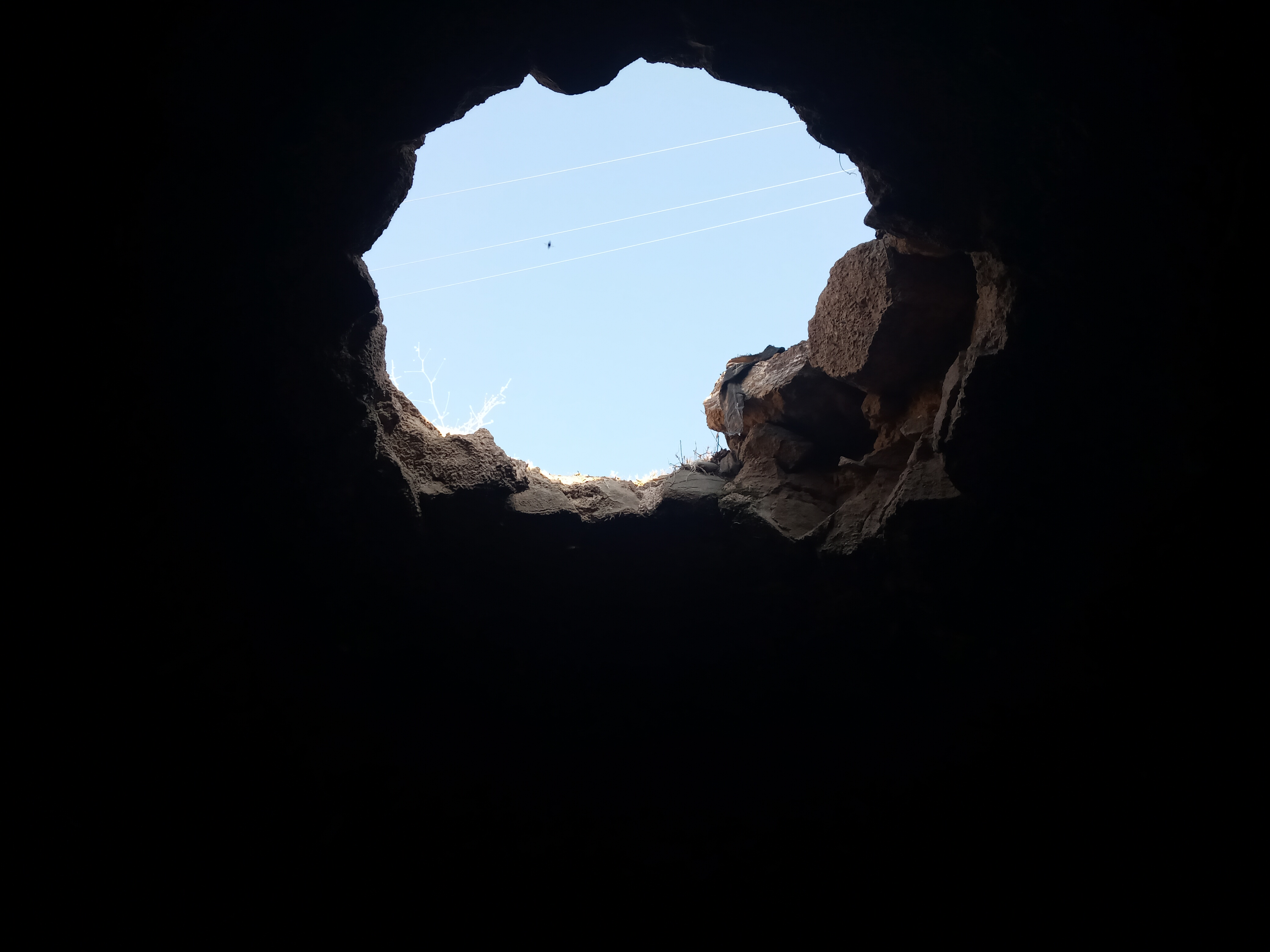
نمایی از حمام بند قراء